# Deinopsis apicicornis
Deinopsis apicicornis är en skalbaggsart som beskrevs av Jan Klimaszewski 1982. Deinopsis apicicornis ingår i släktet Deinopsis och familjen kortvingar. Inga underarter finns listade i Catalogue of Life.